# Du gamla du fria (musikalbum)
Du gamla du fria är det åttonde studioalbumet av den svenska popartisten Håkan Hellström, utgivet den 26 augusti 2016 på Warner Music/Woah Dad!. Det är inspelat, skrivet och producerat i samarbete med Björn Olsson och Charlie Storm. Albumet föregicks av EP-skivan 1974 i april samma år, och låten "Din tid kommer" släpptes först som singel från EP:n. "Runaway (fri som en byrd)" är en alternativ version av "Hon är en Runaway" från samma EP.
Gällande musiken på Du gamla du fria kommenterade Olsson i mars 2016 att "Det låter mindre indie och mer Abba om de nya låtarna" medan musiktidningar som Gaffa beskrivit albumet som mer experimentellt.
Omslaget är tecknat av Jan Lööf.

## Låtlista
Alla låtar är skrivna och komponerade av Håkan Hellström och Björn Olsson om inte annat anges. 
| Nr  | Titel                                                                | Kompositör                          | Produktion                                      | Längd |
| --- | -------------------------------------------------------------------- | ----------------------------------- | ----------------------------------------------- | ----- |
| 1.  | #10 Dream                                                            |                                     | Charles Storm                                   | 1:37  |
| 2.  | I sprickorna kommer ljuset in                                        |                                     | Storm, Hellström                                | 4:21  |
| 3.  | Runaway (fri som en byrd)                                            |                                     | Storm, Olsson, Hellström                        | 4:34  |
| 4.  | Öppen genom hela natten                                              |                                     | Storm, Olsson, Hellström                        | 4:42  |
| 5.  | Jag utan dig                                                         | Hellström, Olsson och Joakim Åhlund | Storm, Olsson, Hellström                        | 4:05  |
| 6.  | Pärlor                                                               |                                     | Storm, Olsson, Hellström                        | 5:14  |
| 7.  | Du gamla (That's Alright Since My Soul Got a Seat Up in the Kingdom) |                                     | Storm, Hellström                                | 1:55  |
| 8.  | Din tid kommer                                                       |                                     | Storm, Olsson, Hellström                        | 5:08  |
| 9.  | Elefanten & sparven                                                  |                                     | Storm, Olsson, Hellström                        | 4:09  |
| 10. | Hoppas det ska gå bra för de yngre också                             |                                     | Martin Forslund                                 | 4:14  |
| 11. | Ingen oro, tjabo!                                                    |                                     | Storm, Olsson, Hellström                        | 4:10  |
| 12. | Du fria                                                              |                                     | Storm, Olsson, Hellström, Forslund, Jonas Quant | 3:32  |

Källa